# Адміністративний устрій Криворізького району
Адміністративний устрій Криворізького району — адміністративно-територіальний поділ Криворізького району Дніпропетровської області на 2 селищні та 17 сільських рад, які об'єднують 89 населених пунктів та підпорядковані Криворізькій районній раді. Адміністративний центр — місто Кривий Ріг, яке має статус міста обласного значення, тому не входить до складу района.

## Список радКриворізького району
| №  | Назва                        | Центр             | Населені пункти | Площа км² | Місце за площею | Населення (2001), чол. | Місце за населенням | Розташування |
| -- | ---------------------------- | ----------------- | --- | --------- | --------------- | ---------------------- | ------------------- | ------------ |
| 1  | Радушненська селищна рада    | смт Радушне       | смт Радушне |           |                 |                        |                     |              |
| 2  | Христофорівська селищна рада | смт Христофорівка | смт Христофорівка |           |                 |                        |                     |              |
| 3  | Софіївська сільська рада     | c. Софіївка       | c. Софіївка с. Іванівка |           |                 |                        |                     |              |
| 4  | Веселівська сільська рада    | c. Веселе         | c. Веселе с. Бурлацьке с. Львів с. Нова Зоря с. Новий Шлях с. Новомар'янівське                                                     |           |                 |                        |                     |              |
| 5  | Вільненська сільська рада    | c. Вільне         | c. Вільне с. Надія |           |                 |                        |                     |              |
| 6  | Гейківська сільська рада     | c. Гейківка       | c. Гейківка с. Іванівка с. Кривбас с. Новий Кременчук с. Павлівка с. Ранній Ранок                                                  |           |                 |                        |                     |              |
| 7  | Глеюватська сільська рада    | c. Глеюватка      | c. Глеюватка с. Веселий Кут с. Красна Балка с. Новоіванівка                                                                        |           |                 |                        |                     |              |
| 8  | Грузька сільська рада        | c. Грузьке        | c. Грузьке с. Анастасівка с. Новолозуватка с. Тернівка                                                                             |           |                 |                        |                     |              |
| 9  | Златоустівська сільська рада | c. Златоустівка   | c. Златоустівка с. Андрусівка с. Кам'янське с. Новогригорівка                                                                      |           |                 |                        |                     |              |
| 10 | Данилівська сільська рада    | c. Данилівка      | c. Данилівка с. Зелений Гай с. Зелений Луг с. Кудашівка с-ще Мусіївка с. Новий Мир с-ще Червона Поляна                             |           |                 |                        |                     |              |
| 11 | Красівська сільська рада     | c. Красівське     | c. Красівське с. Водяне с. Красне с. Садове с-ще Нові Садки с. Новожитомир с. Суворовка с. Трудове                                 |           |                 |                        |                     |              |
| 12 | Лозуватська сільська рада    | c. Лозуватка      | c. Лозуватка с. Базарове с. Мар'янівка с. Новоганнівка с. Раєво-Олександрівка                                                      |           |                 |                        |                     |              |
| 13 | Надеждівська сільська рада   | c. Надеждівка     | c. Надеждівка с. Братсько-Семенівка с. Маяк с-ще Пичугине                                                                          |           |                 |                        |                     |              |
| 14 | Недайводська сільська рада   | c. Недайвода      | c. Недайвода с. Зоря с. Тернуватка                                                                                                 |           |                 |                        |                     |              |
| 15 | Новопільська сільська рада   | c. Новопілля      | c. Новопілля с. Дніпровка с. Златопіль с. Золота Поляна с. Коломійцеве с-ще Лісопитомник с. Новомайське с. Степове с. Червоні Поди |           |                 |                        |                     |              |
| 16 | Шевченківська сільська рада  | c. Шевченківське  | c. Шевченківське с. Високе Поле с. Зелене Поле с. Кам'яне Поле с. Лісове с. Новопокровка                                           |           |                 |                        |                     |              |
| 17 | Червоненська сільська рада   | c. Червоне        | c. Червоне с. Гомельське с. Запорожець с. Калинівка с-ще Рудничне с. Чабанове                                                      |           |                 |                        |                     |              |
| 18 | Чкаловська сільська рада     | c. Чкаловка       | c. Чкаловка с. Грузька Григорівка с. Дружба с. Інгулець с. Радіонівка                                                              |           |                 |                        |                     |              |
| 19 | Широківська сільська рада    | c. Широке         | c. Широке с. Вільний Посад с. Вільний Табір с. Новоселівка с. Романівка с. Шевченкове                                              |           |                 |                        |                     |              |

* Примітки: м. — місто, с-ще — селище, смт — селище міського типу, с. — село